# Thelcticopis goramensis
Thelcticopis goramensis är en spindelart som först beskrevs av Tord Tamerlan Teodor Thorell 1881.  Thelcticopis goramensis ingår i släktet Thelcticopis och familjen jättekrabbspindlar. Inga underarter finns listade i Catalogue of Life.